# Carvajal Simoncelli
Carvajal Simoncelli (Orvieto, 1508 circa – gennaio 1596) è stato un vescovo cattolico italiano.

## Biografia
Nato a Orvieto intorno al 1508 da Girolamo Simoncelli, suo fratello Antonio fu camerlengo dell'Opera del duomo di Orvieto e conte di Castel di Piero.
Fu nominato vescovo di Sovana il 26 febbraio 1535, all'età di ventisette anni, e rimase alla guida della diocesi per circa sessant'anni. Durante il suo episcopato si occupò di valorizzare i beni posseduti dalla mensa vescovile, come per esempio la tenuta delle Capannelle e la tenuta di Catabbio, dove trasformò in villa la storica rocca aldobrandesca. Sono documentate visite pastorali nel 1563, dove venne coadiuvato dall'amministratore apostolico Francesco Bossi, e nel 1582.
Visse anche a Roma, dove fu castellano di Sant'Angelo. Morì all'età di ottantotto anni nel gennaio 1596.